# Marguerite de Sternberg
 (septembre 2014).
 Marguerite de Sternberg (morte après le 5 juin 1365) est une noble morave, épouse du duc Piast de Silésie Boleslas de Bytom, qui règne comme douairière sur Bytom (allemand: Beuthen) de 1355 à 1357.

## Biographie
Marguerite de Sternberg (tchèque : Markéta ze Šternberka polonais : Małgorzata Morawska) est la fille d'un riche magnat morave Jaroslav z Šternberk (en allemand von Sternberg). Elle épouse Boleslas de Bytom le 13 février 1347 et lui apporte comme dot la somme de 60 Gros de Prague. Ils ont trois filles:
- Elisabeth (1347/50 – † 1374), épouse en 1360 le duc Przemysław Ier Noszak, de Cieszyn.
- Euphémia (1350/52 – † 26 August 1411), épouse d'abord en 1364 le duc Venceslas de Niemodlin puis en 1369 le Duke Bolko III de Ziębice.
- Bolka (1351/55 – † vers le 15 octobre 1428), épouse en 1360  Čeněk z Vartemberka (de Wartenberg). Elle devient religieuse après sa mort en 1396, et abbesse de Trzebnica en 1405.

À sa mort, Boleslas, dernier souverain de la lignée masculine de Bytom-Koźle, souhaite laisser Bytom à son épouse comme douaire Oprawa wdowia.  Immédiatement après sa mort un conflit éclate pour son héritage dans sa parenté du fait de la clause d'un traité signé entre son père Ladislas de Bytom et le royaume de Bohême, qui prévoyait la dévolution de la succession en ligne féminine en cas d'absence d'héritier mâle. Conrad Ier d'Oleśnica, époux d'Euphemia, la demi-sœur aînée de Bolesław, et Casimir Ier de Cieszyn, le tuteur des filles de Boleslas, réclament tous deux la totalité de la succession. 
Le conflit ne se termine qu'en 1357 avec la déposition de Marguerite de son douaire : Koźle qui avait été saisi par Conrad Ier en 1355 demeure entre les mains des ducs d'Oleśnica, qui obtiennent également la moitié de Bytom, pendant que les ducs de Cieszyn reçoivent l'autre moitié de Bytom, Gliwice, Toszek et Pyskowice.